# Cubagua

Cubagua im Staat Nueva Esparta

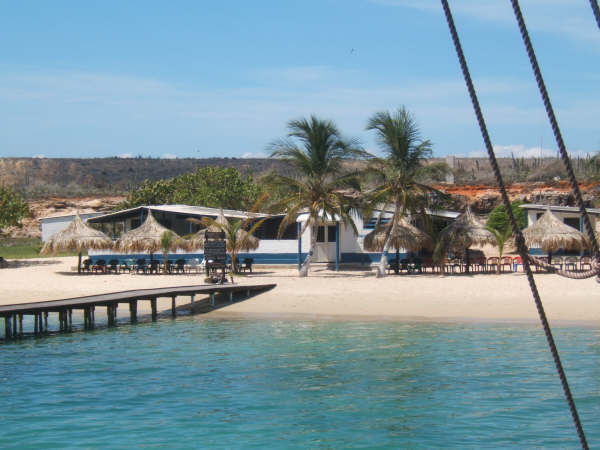
Pier bei Playa Chargato

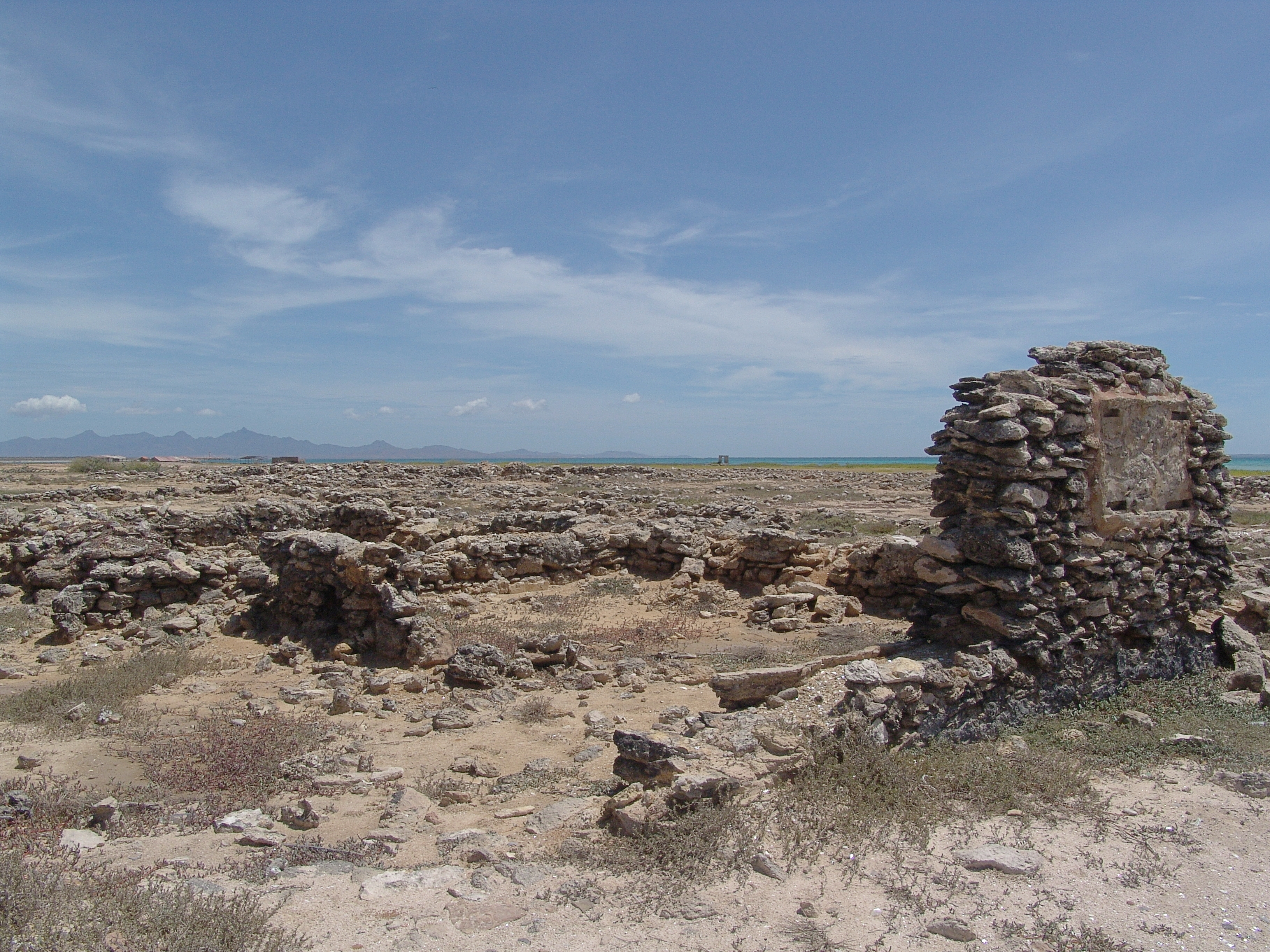
Ruinen von Nueva Cádiz

Cubagua ist die kleinste und am wenigsten bevölkerte der drei Inseln, die den venezolanischen Staat Nueva Esparta bilden, nach der Isla Margarita und Isla de Coche. Sie liegt 16 km nördlich der Araya-Halbinsel, das nächstgelegene Festland.

## Geographie

### Topographie
Die Insel misst 9,2 mal 3,6 km und hat eine elliptische Form, mit der längeren Achse von Westen nach Osten. Die Fläche beträgt 22,438 km². Die Küste besteht aus steilen Klippen, die im Süden 5 bis 7 m hoch sind, und im Norden 20 bis 24 m. Daneben gibt es auch Strandabschnitte. Die höchste Erhebung der flachen Insel beträgt 32 m.

### Klima
Die Insel ist trocken und hat keine Oberflächengewässer (nur im Untergrund gibt es Süßwasservorkommen). Die jährliche Niederschlagsmenge beträgt 250 mm, was die Insel als trockene Wüste kennzeichnet. Die Temperaturen bewegen sich während des Jahresablaufs um 25°C, mit geringen Schwankungen.

### Vegetation
Die wüstenartige Vegetation der weithin kahlen Insel weist verschiedene Kakteenarten auf, wie Ritterocereus griseus, Melocactus curvispinus subsp. caesius, Melocactus lemairei, Melocactus caesius, Pereskia guamacho und Opuntien, sowie einige Hülsenfrüchte, darunter Vertreter der Familie Leguminosen wie etwa Yaque, Cuj‚ und Prosopis juliflora, Caesalpinia coriaria, Stylosanthes viscosa, und Croton flavens.

### Fauna
Die Insel hat kleine Populationen von Hasen und verwilderten Ziegen.

### Verkehr
Die Insel hat keine Straßen oder Wege. Sie wird von Fähren und anderen Booten aus Punta de Piedras, dem Hauptort des Bezirkes Tubores angelaufen, das acht Kilometer im Nordosten auf der Insel Margarita liegt. Die Überfahrt dauert knapp zwei Stunden. Das Landepier befindet sich im Osten von Playa Charagato, der Hauptsiedlung auf Cubagua.
Am Punta Charagato im Nordosten steht ein Leuchtturm (wo die Fähre aus Punta de Piedras vorbeifährt), und ein weiterer im Nordwesten am Punta Brasil (für die Fähren von Punta de Piedras nach Puerto la Cruz, die Cubagua im Westen passieren).

## Geschichte
Die früheste Anwesenheit von Menschen auf Cubagua wurde auf das Jahr 2325 vor Christus datiert, eine Zeit innerhalb der Meso-Indianischen Periode (5000 bis 1000 B. C.).
Für Europa wurde Cubagua im Jahre 1498 durch Christoph Kolumbus entdeckt. Die historisch wichtigste Ressource war die Perle, bereits in voreuropäischen Zeiten. Die höchste Ausbeutung der Perlenvorkommen in den Gewässern vor Cubagua erfolgte von 1508 bis 1520. 1531 gab es bereits deutliche Zeichen einer Erschöpfung der Vorkommen. Von 1530 bis 1535 erlebte die Fischerei ihren Höhepunkt, um eine wachsende Bevölkerung zu ernähren.
Cristóbal Guerra gründete 1528 die Stadt "La Villa de la Nueva Cádiz" als erste spanische Siedlung in Venezuela und eine der ersten in Amerika. Der Ort wurde zum Synonym für die Unterdrückung durch die hispanischen Conquistadores in Südamerika.
Nueva Cádiz, das eine Bevölkerung von 1000 bis 1500 erreichte, wurde 1541 durch ein Erdbeben zerstört. Die Ruinen sind seit 1979 als Nationales Monument von Venezuela geschützt.

## Verwaltung
Cubagua gehört zum Bezirk Tubores, einen der elf Bezirke des Staates Nueva Esparta, und dort zur Gemeinde (parroquia) des Hauptortes Punta de Piedras.

## Bevölkerung
Menschliche Aktivitäten reichen zurück bis in das 24. Jahrhundert v. Chr., aber es handelte sich nicht um eine dauerhafte Besiedlung. Die Insel wurde als Quelle für Austern, Fische und Perlen genutzt. Die dürftige Vegetation und das fehlende Süßwasser machten eine dauerhafte Besiedlung nahezu unmöglich.
Heute wird die Insel zeitweilig von Fischern genutzt, hat aber kaum dauerhafte Bewohner.
Nach einer inoffiziellen Volkszählung durch das Instituto del Patrimonio Cultural im August 2007 hatte die Insel eine Bevölkerung von 51, davon 19 Kinder. Diese Bevölkerung wohnt in vier Siedlungen im Nordosten der Insel, von Westen nach Osten:
1. Playa Falucho
2. Playa Charagato (die größte Siedlung, mit Pier am östlichen Ende)
3. Punta Charagato
4. Punta la Cabecera (nahe der Ruinen von Nueva Cádiz)

Auf einigen Karten ist auch eine Siedlung Punta Arenas im Südwesten eingezeichnet. Satellitenbilder zeigen dort fünf Gebäude. Eine kleine Siedlung mit vier Gebäuden kann etwa auf halbem Wege zwischen Punta La Horca (dem westlichsten Punkt von Cubagua) und Punta Arenas, südlich von Punta El Lamparo ausgemacht werden. Zwei Gebäude sind in der südlichen Bucht von Manglecito zu sehen, im Osten von Punta Manglecito.
Die venezolanische Marine unterhält einen Außenposten der Küstenwache auf der Insel, der der Hauptstation Pampatar auf der Hauptinsel Margarita nachgeordnet ist.
Wenn man die zeitweilig anwesenden Fischer vom Rest des Staates Nueva Esparta sowie vom venezolanischen Festland (Sucre) dazurechnet, kommt man auf eine Gesamtbevölkerung von 300.